# Rượu thuốc

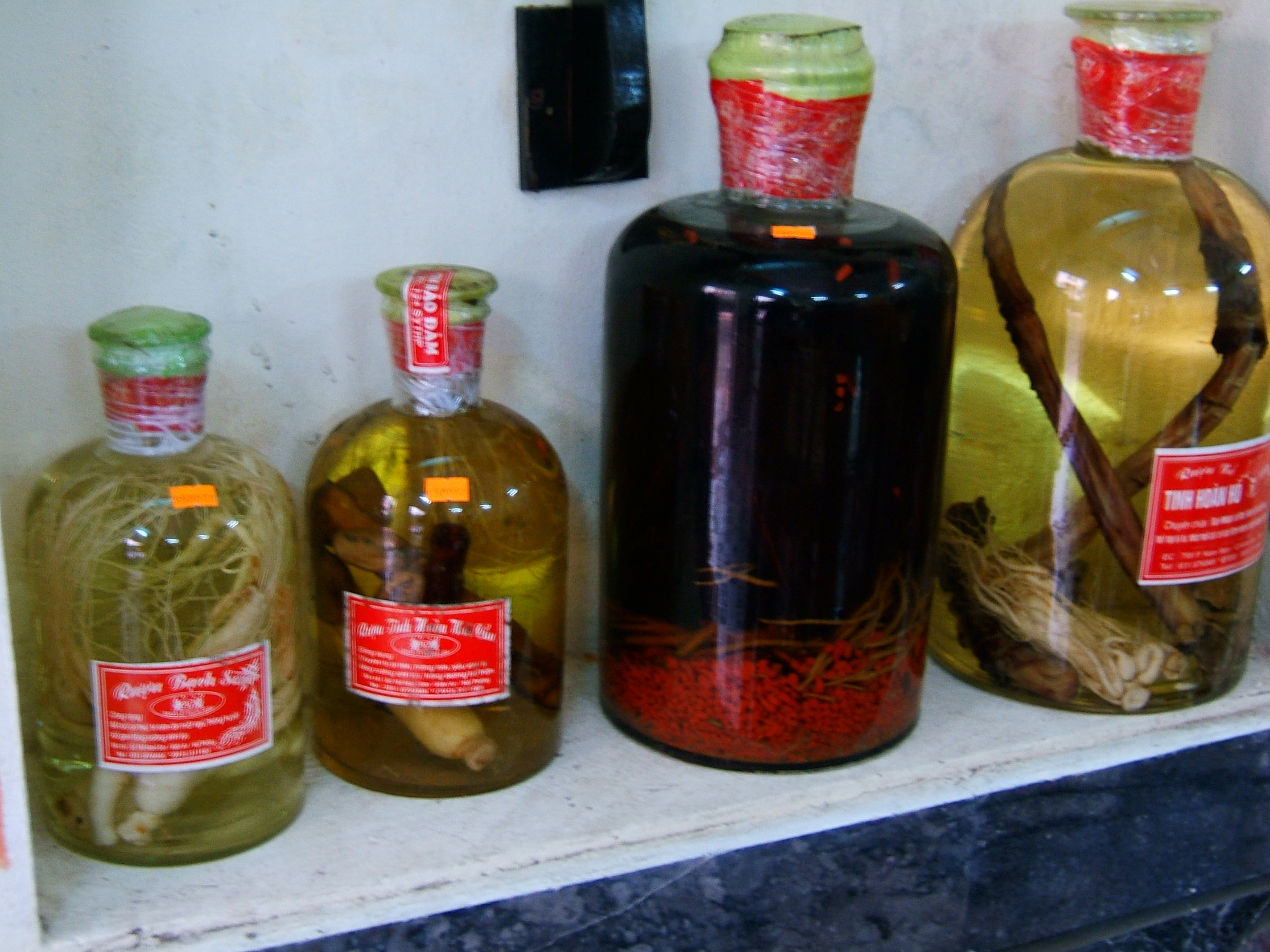
Diversas variedades de rượu thuốc. La primera botella por la derecha es rượu thuốc de pene de tigre.

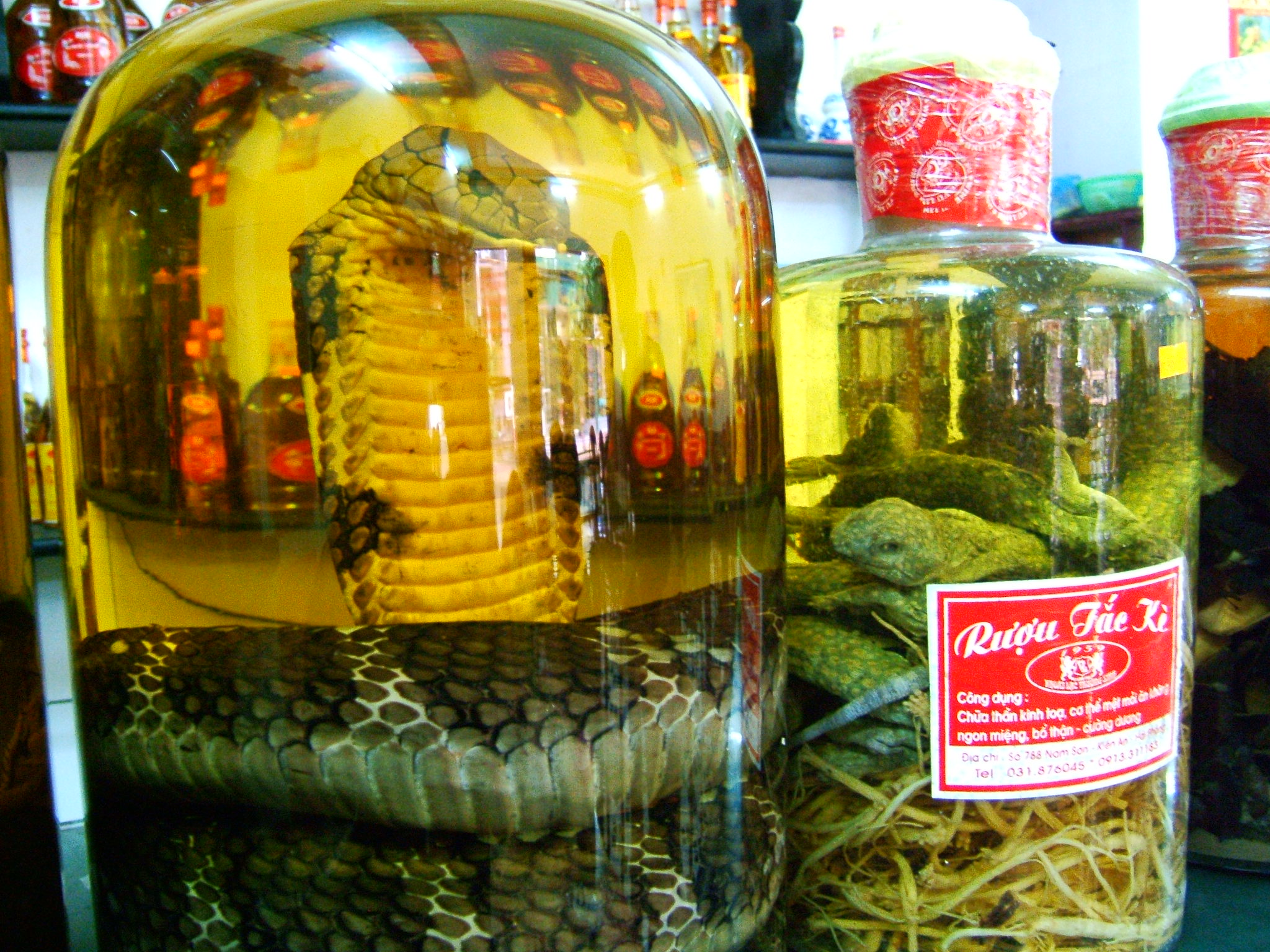
Diversas variedades de rượu thuốc. La botella de la derecha es rượu thuốc de geco, y la otra es de cobra.

El rượu thuốc (literalmente ‘licor medicinal’) o rượu dân tộc (literalmente ‘licor tradicional’) es un tipo de bebida destilada vietnamita (rượu) con hierbas y animales medicinales, considerado bueno para la salud por la medicinal tradicional. En Vietnam, se cree ampliamente que el rượu thuốc ayuda a sus consumidores a mejorar su salud y virilidad.
El rượu thuốc se bebe típicamente antes de una comida, en pequeñas dosis.

## Producción
Se meten hierbas frescas como el ginseng o el azufaifo, o animales crudos como caballitos de mar, serpientes o termitas, en un tarro de barro grande lleno de alcohol que se deja reposar durante días para permitir que las sustancias medicinales de las hierbas o los animales se disuelvan en el licor. El licor destilado debe ser lo suficientemente fuerte, con al menos el 45% de alcohol.